# Saurauia griffithii
Saurauia griffithii är en tvåhjärtbladig växtart som beskrevs av William Turner Thiselton Dyer. Saurauia griffithii ingår i släktet Saurauia och familjen Actinidiaceae. Utöver nominatformen finns också underarten 